# Anton Josipović
Anton Josipović (ur. 22 października 1962 w Banja Luce) – jugosłowiański bokser, z pochodzenia Chorwat urodzony na terenie dzisiejszej Bośni i Hercegowiny. Mistrz olimpijski z 1984 roku z Los Angeles w kategorii do 81 kg.

## Kariera
Josipović rozpoczął treningi w klubie „Slavija” w Banja Luce. W 1982 został amatorskim mistrzem Jugosławii, a rok później mistrzem Bałkanów. W 1984 roku reprezentował Jugosławię podczas igrzysk olimpijskich w Los Angeles. Awansował do półfinału, gdzie jego przeciwnikiem był Algierczyk Mustapha Moussa. Josipović pokonał go, jednak nie doczekał się na przeciwnika w walce finałowej. Przy okazji drugiej walki półfinałowej wybuchł bowiem skandal z udziałem jugosłowiańskiego sędziego Gligorije Novičica. Podczas pojedynku Nowozelandczyka Kevina Barry`ego i Amerykanina Evandera Holyfielda sędzia zdyskwalifikował tego drugiego, mającego wyraźną przewagę, za nieprzepisowy nokaut, do którego doszło po komendzie sędziego nakazującej przerwanie walki. Decyzja była kontrowersyjna, nie tylko ze względu na dyskwalifikację wyraźnego faworyta i zastrzeżenia do pracy sędziego ringowego, który zdaniem niektórych powinien walkę zakończyć wcześniej (Barry otrzymał przedtem sześc upomnień), lecz także ze względu na konsekwencje dla walki finałowej. Zgodnie z ówcześnie obowiązującymi przepisami AIBA znokautowany Kevin Barry nie mógł stanąć w ringu przez kolejne 28 dni. Tym samym, za sprawą decyzji swojego rodaka w walce półfinałowej, reprezentant Jugosławii zdobył złoty medal bez finałowego pojedynku. Podczas dekoracji Josipović zdobył się na ładny gest - zaprosił Holyfielda na najwyższy stopień podium, unosząc jego rękę do góry
W 1990 Anton Josipović rozpoczął karierę zawodową. Nie osiągnął jednak większych sukcesów i wycofał się ze sportu w 1995 roku.